# Weltmeisterschaften im Modernen Fünfkampf 1949
Die ersten Weltmeisterschaften im Modernen Fünfkampf wurden 1949 in Stockholm, Schweden ausgetragen. Bis 1980 blieb der Wettbewerb nur Männern vorbehalten; erst 1981 traten auch Frauen erstmals zu einer offiziellen Weltmeisterschaft an.

## Herren

### Einzel
| Platz | Land     | Sportler       |
| ----- | -------- | -------------- |
| 1     | Schweden | Tage Bjurfeldt |
| 2     | Finnland | Lauri Vilkko   |
| 3     | Finnland | Victor Platan  |

### Mannschaft
| Platz | Land     | Sportler                                  |
| ----- | -------- | ----------------------------------------- |
| 1     | Schweden | Lars Hall Tage Bjurfeldt Gösta Gärdin     |
| 2     | Finnland | Olavi Salminen Lauri Vilkko Victor Platan |
| 3     | Schweiz  | Franz Hegner Bernhard König Werner Schmid |

## Medaillenspiegel
| Platz | Land     | Goldmedaille | Silbermedaille | Bronzemedaille |
| 1     | Schweden | 2            | –              | –              |
| 2     | Finnland | –            | 2              | 1              |
| 3     | Schweiz  | –            | –              | 1              |